# Thank You Very Much (film)
Thank You Very Much är en amerikansk dokumentärfilm som hade premiär på Venedig filmfestival den 31 augusti 2023. Filmen är regisserad av Alex Braverman.

## Handling
Filmen handlar om komikern Andy Kaufman, känd från bland annat tv-serien Taxi och filmen Man on the Moon där han spelades av Jim Carrey.

## Medverkande (i urval)
- Andy Kaufman
- Bob Zmuda
- Lynne Margulies
- Steve Martin
- Danny DeVito